# Spoorwegen in Indonesië
De spoorwegen in Indonesië kenmerken zich door de aanleg tijdens de koloniale tijd, inkrimping na die tijd en "reaktivasi" na 2020. De eerste lijn werd in 1867 geopend. Het betreft hoofdspoorlijnen, lokaalspoorlijnen (vroeger ook wel tramwegen genoemd), en industriële smalspoorlijnen.

## Historie
De eerste spoorlijn in het toenmalig koloniale Nederlands-Indië werd in gebruik genomen tussen Semarang en  Station Tanggung. 
In 1870 was deze lijn al verlengd naar Solo, een afstand van 110 kilometer. De normaalspoorlijn was echter zwaar verliesgevend, en daarom besloot men tot goedkopere aanleg voor de rest van het spoornet. De nieuwe spoorwijdte werd vastgesteld op 1067 millimeter, ook bekend als kaapspoor en behorende tot smalspoor. Industriële lijnen vielen niet onder deze bepaling, dus kon er naar believen nog smaller spoor aangelegd worden. En dat gebeurde later ook massaal. 

### Java
In 1888 hadden de gewone spoorwegen twee netwerken op Java (Jawa), die echter geen verbinding met elkaar hadden. Naast de Nederlands-Indische Spoorweg Maatschappij waren er ook andere bedrijven actief. Vanaf 1876 legde de overheid ook lijnen aan, onder de naam "Staatsspoor en Tramwegen Nederlands Indië" , echter met dezelfde afkorting als het staatsbedrijf in Nederland, SS. Daarnaast waren de volgende bedrijven actief: 
- Babat-Djombang Stoomtram Maatschappij
- Bataviasche Oosterspoorweg Maatschappij
- N.V. Bataviasche Verkeersmaatschappij
- Java Spoorweg Maatschappij
- Kediri Stoomtram Maatschappij
- Madoera Stoomtram Maatschappij
- Malang Stoomtram Maatschappij
- Modjokerto Stoomtram Maatschappij
- Nederlands-Indische Tramweg Maatschappij
- Oost-Java Stoomtram Maatschappij
- Pasoeroean Stoomtram Maatschappij
- Probolingo Stoomtram Maatschappij
- Serajoedal Stoomtram Maatschappij
- Semarang-Cheribon Stoomtram Maatschappij
- Semarang-Joana Stoomtram Maatschappij
- Solosche Tramweg Maatschappij.

In totaal circa 20 bedrijven, en daar "tussendoor" waren er ook nog vele honderden kilometers industriële smalspoorlijnen, vooral voor suikerfabrieken. In 1925 reed de eerste elektrische trein in het land, tussen Tanjung Priok en Meester Cornelis.

### Sumatra
Op Sumatra (Sumatera) begon de aanleg in 1876, door de SS. Deze Atjeh-"tram" was vooral bedoeld om de rebelse bevolking te onderdrukken. Omdat die strijd maar voortduurde en zich verplaatste, werd de lijn uiteindelijk ruim 500 kilometer lang. Nadat het na de onafhankelijkheid uiteindelijk in onbruik raakte en in 1982 werd gesloten, werd ook hier in 1998 "reaktivasi" beloofd.Momenteel is heraanleg met normaalspoor bezig; deze keer niet tegen maar voor de inwoners. Alleen gaat het trager dan gepland. 
Tegen 1900 werd in West-Sumatra een lijn aangelegd met 43 kilometer tandrad, vanwege een hoogteverschil van 750 meter. Ook deze lijn raakte in onbruik, maar krijgt ook "reaktivasi". Echter toch niet met tandrad, maar een nieuw systeem op rubberbanden. 
De bedrijven op Sumatra waren: Atjeh Tram, Deli Spoorweg Maatschappij, Staatsspoorwegen ter Sumatra's Westkust, Staatsspoorwegen op Zuid-Sumatra.

### Andere eilanden
Op Sulawesi/Celebes reed de Staatstramwegen op Celebes.
Op Madura reed de Madoera Stoomtram Maatschappij.
De overige circa 16000 eilanden kregen geen spoorlijnen, op wat industriële lijntjes na.

### Voor en tijdens de tweede wereldoorlog
Reeds voor de tweede wereldoorlog waren er al onrendabele lijnen opgeheven. 
De Japanse bezetter deed hetzelfde, maar liet ook door dwangarbeiders nieuwe lijnen aanleggen. Vele duizenden vooral inlanders kwamen daarbij om. 

### Vanaf 1945
In augustus 1945 werden de Japanners gedwongen de spoorwegen over te dragen aan onafhankelijkheidsstrijders. Zij vormden drie bedrijven: Djawatan Kereta Api Repoeblik Indonesia (Java), Kereta Api Soematera Oetara Negara Repoeblik Indonesia (Noord Sumatra),Kerata Api Negara Repoeblik Indonesië (Zuid en West Sumatra).
Na de onafhankelijkheid in 1949 was de schade aan de spoorwegen groot, en het herstel werd bemoeilijkt door opstanden. Er werden 100 stoomlocomotieven besteld en de meeste bedrijven werden samengevoegd tot Djawatan Kereta Api. Vanaf 1958 werd alles genationaliseerd en daardoor ontstond in 1963 één bedrijf, dat na diverse kleine naamsveranderingen, nu KAI (Kereta Api Indonesia) heet. 
In de jaren 1950-1960 wisten de spoorwegen met moeite te overleven.

### Na 1970
Vanaf 1970 volgde echter opnieuw inkrimping. 
Ondanks deze maatregelen ging het financieel steeds moeilijker en was nog steeds overheidssteun nodig. Als gevolg daarvan werd er niets meer aangelegd of verbeterd. Ook daardoor bleven er tot na 1980 nog stoomlocomotieven in gebruik op lokaalspoorlijnen. Daarna alleen nog op de "suikerlijnen", en nu bijna helemaal niet meer.
Begin jaren '90 ging het beter, maar aan het einde daarvan weer minder, vanwege de economische crisis.

### Vanaf het jaar 2000
Het spoorwegnet was ooit 7330 km. lang, maar ging terug naar circa 5000 kilometer. In 2014 was het weer toegenomen, tot  circa 8159 kilometer, waarvan een deel ongebruikt.

### Reaktivasi
Van de lokaalspoorlijnen is er één in gebruik gebleven, Solo - Wonogiri. Maar door radicale "reaktivasi" komen er lijnen terug die decennia lang "nonaktif" waren.
Er is voorzien 3300 kilometer (her)aan te leggen, op diverse eilanden. Sommige opgeheven lijnen bleven wel aanwezig. Er werden soms illegale primitieve woningen omheen of overheen gebouwd, zodat soms er slechts een smal paadje overbleef, of dat het spoor bij een spoorbrug op enige hoogte dwars door een "huis" ging. Bij reaktivasi wordt dat allemaal afgebroken en de spoorlijn opnieuw aangelegd. Maar wel met klassieke beveiliging (armseinen) en meestal met bemande overwegen.
Ook is in oktober 2023 een hogesnelheidslijn in gebruik genomen, tussen Bandung en Jakarta. Deze heeft 1435 millimeter spoorwijdte (normaalspoor).

## Industrieel smalspoor
Bij de industriële lijnen is er echter geen sprake van "reaktivasi". Zij vallen ook niet onder de staatsspoorwegen (KAI) , maar onder het staatssuikerbedrijf, PTPN XI. Vooral van de gigantische suikerriet-netwerken zijn er al veel verdwenen; alleen al op Java zijn er ongeveer 200 suikerfabrieken geweest. Er zijn nog wel veel suikerfabrieken, maar nog slechts vier fabrieken waar er nog smalspoor-treinen de velden in gaan; bij ongeveer 20 fabrieken rijden er alleen nog treinen op of bij de terreinen. Hele rijen vervuilende vrachtauto's in plaats van één locomotief hebben het veldtransport daar overgenomen. Vele andere fabrieken zijn buiten gebruik, museum, of totaal verdwenen. Er waren ook wat rubber en palmolie lijntjes, maar die rijden helemaal niet meer.